# Bremselængde
Bremselængde er den strækning et køretøj tilbagelægger, fra det øjeblik bremsen påvirkes, til køretøjet holder stille.
Den totale standselængde for et køretøj er summen af reaktionslængden og bremselængden.
Reaktionslængden er den strækning, der tilbagelægges i reaktionstiden.
Den tilladte hastighed for en given vejstrækning fastlægges under hensyn til bremselængen og til krydsende trafik, som kan bevirke behovet for opbremsninger.

## Bremseligningen
Fysisk kan bremselængde modelleres som en konstant deceleration {\displaystyle -a}. Den rejste afstand {\displaystyle s} til tiden {\displaystyle t} med starthastigheden {\displaystyle v_{0}} er da givet ved:
{\displaystyle s=-{\frac {1}{2}}at^{2}+v_{0}t}
hvor hastigheden {\displaystyle v} er
{\displaystyle v=v_{0}-at}
Bilen standser til tiden {\displaystyle t_{B}}, når {\displaystyle v} er 0:
{\displaystyle t_{B}={\frac {v_{0}}{a}}}
Bremselængden {\displaystyle s_{B}} som funktion af starthastighed og deceleration er derfor givet ved:
{\displaystyle s_{B}={\frac {v_{0}^{2}}{2a}}}
Af dette kan ses, at en fordobling af starthastigheden giver en firdobling af bremselængden.
| Trafik | Spire Denne trafikartikel er en spire som bør udbygges. Du er velkommen til at hjælpe Wikipedia ved at udvide den. |